# Alexandria (Indiana)
Alexandria is een plaats (city) in de Amerikaanse staat Indiana, en valt bestuurlijk gezien onder Madison County.

## Demografie
Bij de volkstelling in 2000 werd het aantal inwoners vastgesteld op 6260.
In 2006 is het aantal inwoners door het United States Census Bureau geschat op 5888, een daling van 372 (-5,9%).

## Geografie
Volgens het United States Census Bureau beslaat de plaats een oppervlakte van
7,0 km², geheel bestaande uit land. Alexandria ligt op ongeveer 257 m boven zeeniveau.

## Plaatsen in de nabije omgeving
De onderstaande figuur toont nabijgelegen plaatsen in een straal van 16 km rond Alexandria.

## Geboren
- Bill Gaither (1936), zanger en sing-songwriter